# Gustav Röbelen
Gustav Röbelen (* 3. April 1905 in Bregenz, Österreich-Ungarn; † 28. April 1967 in Berlin) war ein kommunistischer Widerstandskämpfer, später deutscher Funktionär der SED und unter anderem Leiter der Abteilung Sicherheitsfragen des ZK der SED.

## Leben
Röbelen war der Sohn von Karolina (geborene Findler, † Januar 1929) und Wilhelm Röbelen († 1920), eines Eisenwarenhändlers und Schlossers in Bregenz (Fa. Kinz & Röbelen, 1922 verkauft). Er absolvierte nach dem Besuch der Volksschule von 1919 bis 1921 eine Berufsausbildung zum Kaufmann in der Eisenwarenhandlung seines Vaters und war anschließend bis 1929 als kaufmännischer Angestellter in Karlsruhe, Oppeln, Dresden, Weimar und Bremerhaven tätig. 
Gustav Röbelen war 1929 das letzte Mal in Bregenz wegen der Verlassenschaft nach seiner Mutter und galt dann als verschollen. Er wurde in Österreich 1949 für tot erklärt.

### Mitglied der KPD und Teilnahme am Spanischen Bürgerkrieg
1929 wurde er Mitglied der KPD in Bremen und engagierte sich dort als Politischer Leiter einer Straßenzelle sowie eines Stadtteils. Daneben wurde er ebenfalls 1929 Mitglied der Revolutionären Gewerkschafts-Opposition, der Internationalen Arbeiterhilfe (IAH) sowie 1933 des Kampfbundes gegen den Faschismus.
Nach der Machtergreifung floh er 1933 nach der Begehung eines Sprengstoffdiebstahls sowie einer Körperverletzung nach Belgien, wo er bis 1934 in der Grenzregion zum Deutschen Reich für die KPD tätig war. 1934 wurde er verhaftet und war nach seiner Freilassung in Gent Leiter der Emigrantengruppe für Flandern. Zwischen 1936 und 1939 nahm er in den Internationalen Brigaden am Spanischen Bürgerkrieg teil und gehörte als Hauptmann der spanischen Volksarmee zu den Teilnehmern an den Kämpfen um Madrid. Während dieser Zeit besuchte er im Januar 1937 eine Partisanenschule und gehörte anschließend seit Februar 1937 als Kommandeur einer Panzerspezialgruppe zu den Partisanen. Nachdem er 1938 Mitglied der Partido Comunista de España (PCE) wurde, absolvierte er in der Folgezeit mehrere Spezialaufträge für das Innenministerium der UdSSR (NKWD) in verschiedenen europäischen Ländern.

### Zweiter Weltkrieg und Mitarbeiter des NKWD
Im Februar 1939 zog er zunächst nach Frankreich und dann im April 1939 in die Sowjetunion, wo er zwischen 1939 und 1940 als Schlosser in Mytischtschi in der Oblast Moskau arbeitete. Im Juni 1941 begann er eine Ausbildung an der Parteihochschule der KPdSU in Puschkino, musste diese aber im Juni 1941 nach dem Beginn des Deutsch-Sowjetischen Krieges abbrechen und wurde zunächst als Offizier des NKWD mobilisiert.
Anschließend nahm er von 1941 bis 1945 als Offizier der Roten Armee am Zweiten Weltkrieg teil und leistete zuerst zwischen 1941 und August 1943 nachrichtendienstliche Arbeit im Iran. Nach seiner Rückkehr in die Sowjetunion leitete er Schulungen für deutsche Kriegsgefangene, ehe er von September 1944 bis Oktober 1945 als Partisan in Belarus und Litauen für Sonderaufträge des NKWD eingesetzt war.

### Funktionär in der DDR
Im März 1946 kehrte er nach Deutschland zurück, ließ sich in der Sowjetischen Besatzungszone (SBZ) nieder und war zunächst von April 1946 bis April 1948 als Leiter der Abteilung für allgemeine Verwaltung und Personal bei der Deutschen Kommission für Sequestrierung und Beschlagnahme für die Kontrolle der Enteignungen von Kriegsverbrechern in Thüringen zuständig. Im Anschluss war er von Mai bis August 1948 stellvertretender Leiter des Amtes für die Verwaltung der Deutschen Wirtschaftskommission (DWK), ehe er danach Mitglied der Zentralen Kommission für Staatliche Kontrolle (ZKK) wurde. Von dieser Funktion wurde er jedoch im Mai 1949 entbunden, nachdem es zu Konflikten mit dem Leiter der ZKK Fritz Lange kam, der die Anwendung 
„unzulässiger Verhörmethoden“ durch Röbelen ablehnte.

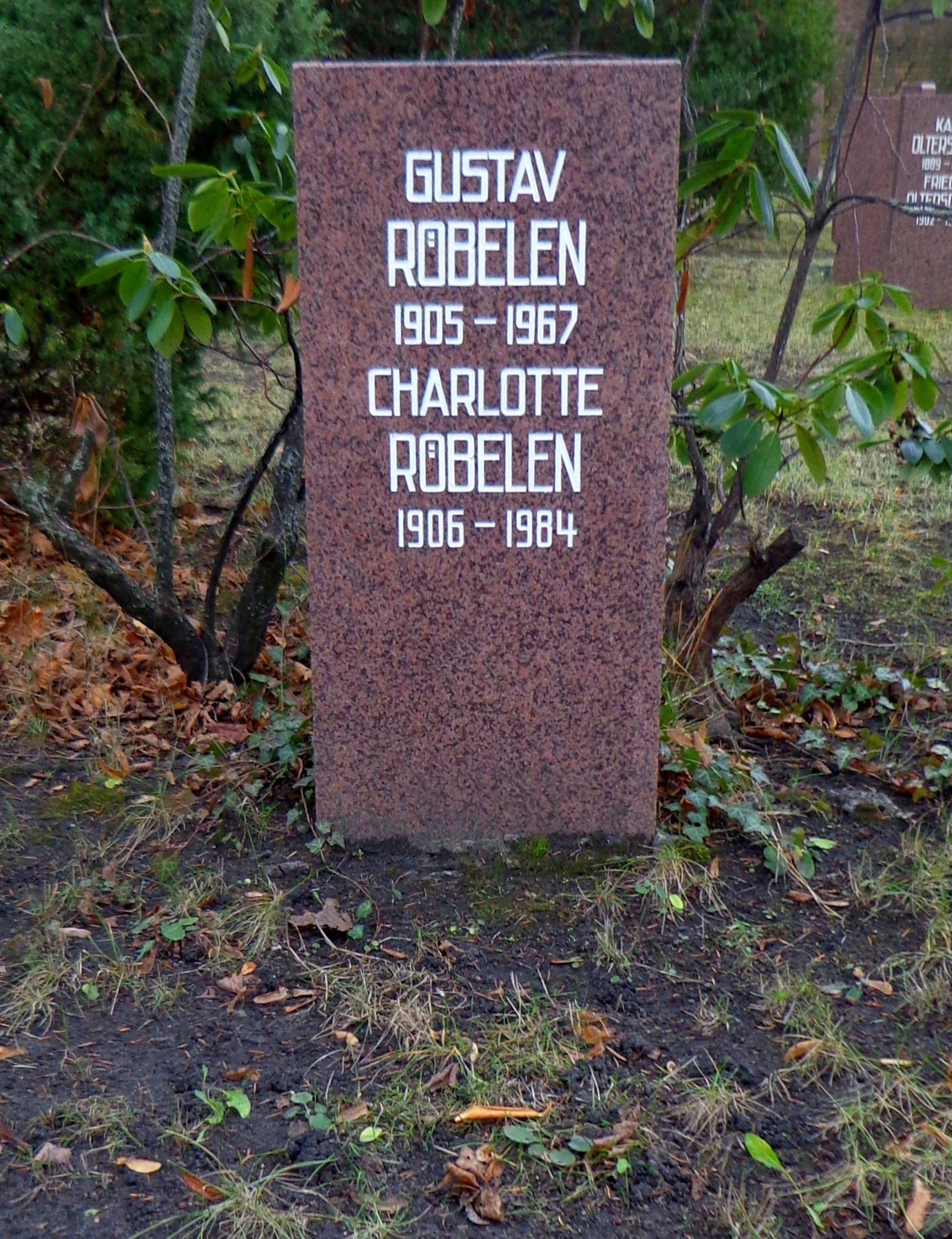
Grabstätte

Im Anschluss folgte im Mai 1949 seine Ernennung zum Leiter der Hauptverwaltung zum Schutz der Volkswirtschaft beim ZK der SED, die 1950 in M-Abteilung bzw. Abteilung 202 VW umbenannt wurde, ehe sie 1953 zur neugeschaffenen Abteilung für Sicherheitsfragen des ZK der SED wurde. In dieser Funktion war er zugleich maßgeblich am Aufbau der Deutschen Volkspolizei (DVP), der Kasernierten Volkspolizei (KVP), des Ministeriums für Staatssicherheit (MfS) sowie der Nationalen Volksarmee (NVA) beteiligt und hatte zunächst den Dienstgrad eines Chefinspekteurs und dann eines Generalmajors der DVP inne. Röbelen war daneben seit dem 8. September 1953 Mitglied und seit 1954 auch Sekretär einer aus Walter Ulbricht, Hermann Matern, Otto Grotewohl, Willi Stoph, Karl Schirdewan und Ernst Wollweber bestehenden Sicherheitskommission und galt als enger Vertrauter von Ulbricht. Die Funktion als Abteilungsleiter für Sicherheitsfragen hatte er bis Herbst 1956 inne und wurde dann von Walter Borning abgelöst, wobei bereits 1953 seine Position geschwächt schien.
Röbelen wurde daraufhin Leiter der Abteilung für patriotische Erziehung („Dienststelle R[öbelen]“) beim Ministerium für Nationale Verteidigung (MfNV) und war in dieser Funktion für im Kriegsfall geplante Partisanenaktionen in der Bundesrepublik Deutschland zuständig. 1957 wurde er als Oberst der NVA Leiter der aus der Dienststelle R hervorgegangenen Verwaltung 15 des MfNV, ehe er 1959 Leiter der Schulverwaltung des Ministeriums für Verkehrswesen wurde und dieses Amt bis zu seinem Eintritt in den Ruhestand im März 1964 innehatte.
Am 6. Mai 1955 wurde er mit dem Vaterländischen Verdienstorden (VVO) in Silber ausgezeichnet. Den Vaterländischen Verdienstorden erhielt er erneut 1965. Seine Urne wurde in der Grabanlage Pergolenweg des Berliner Zentralfriedhofs Friedrichsfelde beigesetzt.

## Hintergrundliteratur
- Stephan Fingerle, Jens Gieseke: Partisanen des Kalten Krieges. Die Untergrundtruppe der Nationalen Volksarmee 1957–1962 und ihre Übernahme durch die Staatssicherheit (= BF informiert 14). Der Bundesbeauftragte für die Unterlagen des Staatssicherheitsdienstes der Ehemaligen Deutschen Demokratischen Republik – Abt. Bildung und Forschung, Berlin 1996.
- Thomas Auerbach: Einsatzkommandos an der unsichtbaren Front. Terror- und Sabotagevorbereitung des MfS gegen die Bundesrepublik (= Analysen und Dokumente 17). Links, Berlin 1999, ISBN 3-86153-183-6.
- Hubertus Knabe: West-Arbeit des MfS. Das Zusammenspiel von „Aufklärung“ und „Abwehr“ (= Analysen und Dokumente 18). Unter Mitarbeit von Bernd Eisenfeld. Links, Berlin 1999, ISBN 3-86153-182-8.[11]
- Thomas Horstmann: Logik der Willkür. Die Zentrale Kommission für Staatliche Kontrolle in der SBZ/DDR von 1948 bis 1958 (= Arbeiten zur Geschichte des Rechts in der DDR 3). Böhlau, Köln 2002, ISBN 3-412-07401-2 (Zugleich: Bamberg, Univ., Diss., 2000).[12]
- Armin Wagner: Walter Ulbricht und die geheime Sicherheitspolitik der SED. Der Nationale Verteidigungsrat der DDR und seine Vorgeschichte (1953 bis 1971) (= Militärgeschichte der DDR 4). Links, Berlin 2002, ISBN 3-86153-280-8 (Zugleich: Potsdam, Univ., Diss., 2001).[13]
- Bernd-Rainer Barth: Röbelen, Gustav. In: Wer war wer in der DDR? 5. Ausgabe. Band 2. Ch. Links, Berlin 2010, ISBN 978-3-86153-561-4.